# Terremoto de Coquimbo de 1975
El Terremoto de Coquimbo de 1975 fue un sismo de 6,9 MW en la escala de Richter y VIII en la escala de Mercalli, ocurrido el 13 de marzo de 1975 a las 11:34 (hora local). Se pudo apreciar desde la provincia de Atacama hasta la provincia de Linares, en donde tuvo magnitudes perceptibles entre los 3 y 8 grados. Duró aproximadamente un minuto y también fue percibido en Mendoza (Argentina).

## Daños y reacciones

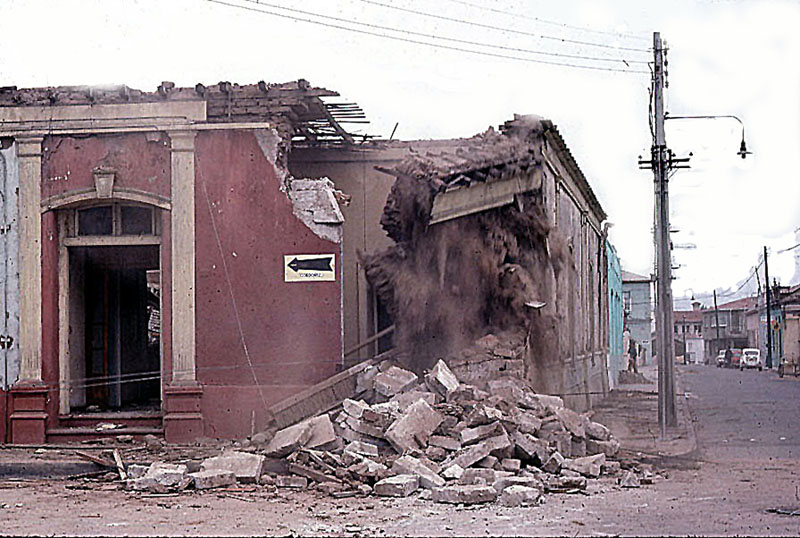
Derrumbe de una casa en calle Cordovez de La Serena producto de una réplica.

Las ciudades más afectadas fueron Coquimbo, La Serena y Vicuña. Murieron 3 personas, hubo 18 heridos y 28 415 personas quedaron damnificadas.
El ministro del Interior, César Raúl Benavides, viajó hasta la provincia de Coquimbo para evaluar los daños. La catedral de La Serena sufrió algunos daños al igual que varias iglesias y edificios de la capital regional. Se registraron también interrupciones en el suministro eléctrico y telefónico, los que fueron repuestos durante el día.
El intendente de la provincia de Coquimbo, Manuel Barros Recabarren, habló por radio llamando a la calma e informó que una persona había sufrido heridas por la caída de un muro. La Oficina Nacional de Emergencia del Ministerio del Interior repartió 1000 frazadas, 600 colchonetas, 240 mediaguas y ayuda avaluada en 245 millones de escudos.

## Intensidades
Según cifras entregadas en la fecha por el Instituto Sismológico de la Universidad de Chile.
| Lugar        | Provincia/Región | Intensidad | Intensidad |
| Lugar        | Provincia/Región | Richter    | Mercalli   |
| ------------ | ---------------- | ---------- | ---------- |
| Chañaral     | Atacama          | 3-4        | s/d        |
| Potrerillos  | Atacama          | 3-4        | s/d        |
| Copiapó      | Atacama          | 6-7        | s/d        |
| Los Loros    | Atacama          | 6-7        | s/d        |
| Domeyko      | Atacama          | 5-6        | s/d        |
| La Serena    | Coquimbo         | 7-8        | VII        |
| Coquimbo     | Coquimbo         | 8          | VII        |
| Tongoy       | Coquimbo         | s/d        | VI         |
| Vicuña       | Coquimbo         | 6-7        | VI-VII     |
| Ovalle       | Coquimbo         | 6-7        | VI         |
| Combarbalá   | Coquimbo         | 6-7        | s/d        |
| Illapel      | Coquimbo         | 6-7        | VII        |
| Los Vilos    | Coquimbo         | s/d        | IV         |
| La Ligua     | Aconcagua        | s/d        | V          |
| Petorca      | Aconcagua        | 5          | s/d        |
| San Felipe   | Aconcagua        | 5          | V          |
| Los Andes    | Aconcagua        | 2          | V          |
| Valparaíso   | Valparaíso       | 4          | IV         |
| San Antonio  | Santiago         | 3          | III        |
| Santiago     | Santiago         | s/d        | II-III     |
| Rancagua     | O'Higgins        | 2          | s/d        |
| Linares      | Linares          | s/d        | II         |
| Constitución | Maule            | 3          | s/d        |
| Mendoza      | Argentina        | s/d        | V          |